# نفايات سائلة

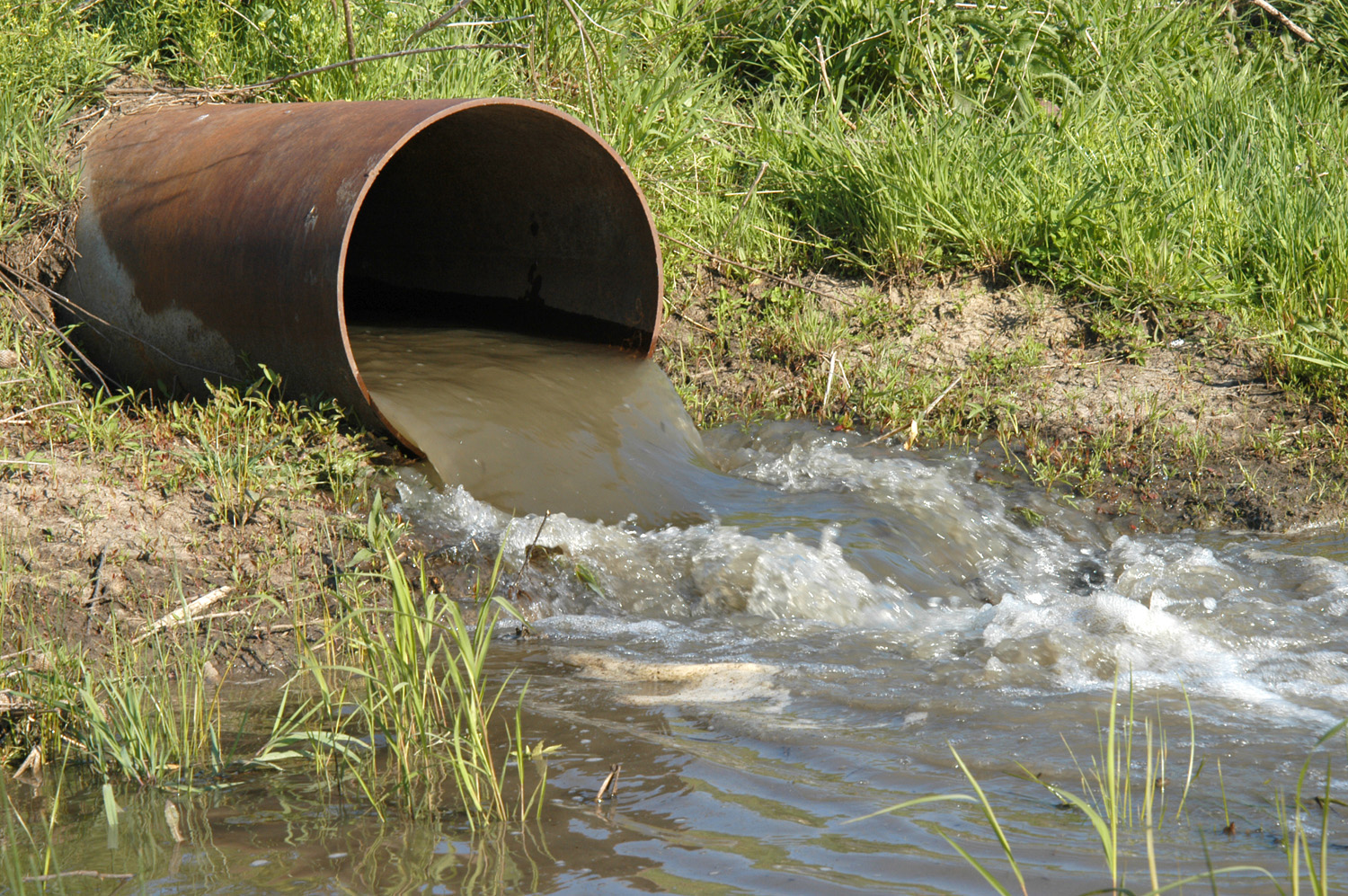
تصريف المياه العادمة

النفايات السائلة هي نفايات متدفقة من الماء أو الغاز يتم تصريفها في البيئة الخارجية، وتستخرج من هيكل مثل محطة معالجة مياه الصرف الصحي، أنابيب الصرف الصحي، أو المصبات الصناعية. التدفق الهندسي هو التيار الخارج من مفاعل كيميائي.

## خلفية
تعرّف وكالة حماية البيئة الأمريكية النفايات السائلة بأنها «مياه الصرف الصحي - المعالجة أو غير المعالجة - التي تتدفق من محطة معالجة أو مجاري أو مصبات صناعية. يشير بشكل عام إلى النفايات التي يتم تصريفها في المياه السطحية». يعرّف قاموس أكسفورد الإنجليزي نفايات السوائل بأنها «نفايات سائلة أو صرف صحي يتم تصريفه في نهر أو بحر».
تعتبر النفايات السائلة بالمعنى الصناعي بشكل عام بمثابة تلوث للمياه، مثل التدفق الخارج من منشأة معالجة مياه الصرف الصحي أو تصريف مياه الصرف الصحي من المنشآت الصناعية. على سبيل المثال، تضخ مضخة الصرف المتدفق النفايات من المراحيض المثبتة أسفل خط الصرف الصحي الرئيسي.
في سياق محطات معالجة مياه الصرف الصحي، تسمى النفايات السائلة التي تمت معالجتها أحيانًا النفايات السائلة الثانوية، أو النفايات السائلة المعالجة. ثم يتم استخدام هذا التدفق النظيف لتغذية البكتيريا في المرشحات الحيوية.
في سياق محطة الطاقة الحرارية، يمكن الإشارة إلى خرج نظام التبريد باسم مياه التبريد المتدفقة، والتي تكون أكثر دفئًا بشكل ملحوظ من البيئة. تشير النفايات السائلة فقط إلى التصريف السائل.
في معالجة شمندر السكر، غالبًا ما تتم تسوية المخلفات السائلة في خزانات المياه التي تسمح باستقرار المياه الملوثة بالطين. يغرق الطين في القاع، تاركًا الجزء العلوي من الماء خاليًا، بحيث يتم ضخه مرة أخرى في النهر أو إعادة استخدامه في العملية مرة أخرى.